# Denizli
Denizli – miasto w południowo-zachodniej Turcji, przy drodze Izmir-Antalya, w prowincji Denizli. Liczy około 400 000 mieszkańców (dane na 2006 rok).
Prężnie rozwijający się ośrodek przyciąga wielu turystów dzięki korzystnemu położeniu w okolicy światowej klasy pomnika przyrody, jakim jest Pamukkale, oraz ruin antycznych miast, takich jak Hierapolis, Laodycea czy Honaz.
Lata są tu bardzo gorące, zimy zaś umiarkowane, choć niekiedy mogą być bardzo chłodne, z dużymi opadami śniegu w górach otaczających miasto.

## Etymologia
Denizli w języku tureckim oznacza miejscowość leżącą nad morzem lub jeziorem, aczkolwiek miasto nie jest położone na wybrzeżu. Nazwa jest prawdopodobnie przekształceniem kilku pisowni i wiąże się z obfitością zasobów wód podziemnych lub lokalizacją w pobliżu znajdującej się na zachodzie Turcji krainy jezior.

## Historia
Okolice dzisiejszego miasta Denizli były zamieszkane od czasów prehistorycznych. W starożytności znajdowały się tu ważne ośrodki miejsce Grecji i Rzymu (Hierapolis i Laodycea), które przetrwały nawet okres Bizancjum.
W swojej dzisiejszej lokalizacji miasto zostało usytuowane po osiedleniu się na tych terenach Turków. W XVII wieku turecki podróżnik Evliya Çelebi odwiedził Denizli, co odnotował następująco:

Miasto zwie się Denizli (co po turecku znaczy leżące nad morzem), otacza je kilka jezior i rzek. W rzeczywistość od morza dzieli je 4 dni drogi. Jego forteca wzniesiona jest na planie kwadratu, na płaskim podłożu. Nie otacza jej żadna fosa. Granice ciągną się na 470 kroków. Ma cztery bramy wjazdowe: Brama Malarzy na północy, Brama Siodlarzy na wschodzie, Brama Nowy Meczet na południu i Brama Winniczna na zachodzie. W obrębie twierdzy krąży około pięćdziesięciu uzbrojonych strażników, którzy strzegą tutejszego sklepu. Właściwe miasto znajduje się poza obwarowaniami i składają się na nie 44 dzielnice oraz około 3600 posiadłości. Znajduje się tam 57 meczetów i ich zabytkowych dzielnic, 7 medras (teologicznych szkół muzułmańskich), 7 szkół dla dzieci, 6 łaźni i 17 domów derwiszy…

Miasto żyło w pokoju przez wiele wieków, nie angażując się bezpośrednio w wojny. Poczynając od I wojny światowej, poprzez wojnę wyzwoleńczą greckie siły dotarły jedynie do Sarayköy, małego miasta leżącego 20 km na północny zachód od Denizli. Nie zapuściły się jednak do samego Denizli, gdzie w tym samym czasie przygotowywano opór.

## Współpraca
- Almelo, Holandia
- Bursa, Turcja
- Tokat, Turcja
- Tbilisi, Gruzja
- Pawłodar, Kazachstan
- Mohylew, Białoruś
- Betzdorf, Niemcy
- Amasya, Turcja
- Braiła, Rumunia
- Samara, Rosja
- Muş, Turcja
- Bilecik, Turcja
- Larisa, Grecja
- Łódź, Polska
- Damaszek, Syria
- Jiaozhou, Chińska Republika Ludowa
- Sarajewo, Bośnia i Hercegowina
- Muan, Korea Południowa
- Kazwin, Iran
- Lorient, Francja